# Гранулярная дистрофия роговицы I типа
Гранулярная дистрофия роговицы I типа, или дистрофия роговицы Греноува I типа, — редкая форма дистрофии роговой оболочки глаза человека, связанная с мутациями гена TGFBI, кодирующего белок кератоэпителин. Впервые заболевание было описано немецким офтальмологом Артуром Греноувом (англ. Arthur Groenouw) в 1890 году, в последующие годы им же были составлены дополнительные описания. Заболевание поражает строму роговицы.
В 1890 году А. Гренуов описал два вида дистрофии роговицы и в то время он считал, что они являются вариациями одной и той же болезни. Однако впоследствии описанные им вариации были классифицированы как два разных заболевания.